# 中山町立歴史民俗資料館
中山町立歴史民俗資料館（なかやまちょうりつみんぞくしりょうかん）は、山形県東村山郡中山町にある博物館である。

## 概要
中山町を中心に、山形県内陸地方に関連のある考古資料・文書資料・民俗資料及び建造物などについての資料の収集や調査研究を行い、 その一部を公開・展示し地方文化の向上につとめることを目的とする。1979年度に着工し、翌年の1980年に開館した。

## 主な展示品
- 岩谷十八夜観音庶民信仰資料（国の重要有形民俗文化財）
- 郷土のあゆみ
- 内陸の農耕文化資料
- 最上川舟運資料

## 入館料[1]
- 個人
  - 大人 100円、学生（高校生以上） 50円、小・中学生 30円
- 団体（20人以上）
  - 大人 50円、学生（高校生以上） 30円、小・中学生 10円

備考
- 土曜日と日曜日に限り、小・中学生は無料で入館することができる。
- 5月5日（子どもの日）と11月3日（文化の日）は特別無料開館日となっている。

## 開館時間[1]
- 月曜日〜金曜日
  - 午前9時30分〜午後4時30分[2]
- 土曜日・日曜日
  - 午前10時〜午後2時

## 休館日[1]
- 祝日[3]
- 年末年始（12月29日～1月4日）

## アクセス
- 徒歩
  - JR東日本左沢線・羽前長崎駅から5分[4]。
- 車
  - 山形自動車道・寒河江ICから2.5km（5分）[5]

駐車場あり。